# Partido Social-Democrata do Azerbaijão
O Partido Social-Democrata do Azerbaijão (em azeri: Azərbaycan Sosial Demokrat Partiyası) foi um partido político de esquerda; um equivalente social-democrata do Azerbaijão. O partido foi criado em 1989 por Ayaz Mütallibov o último líder da República Socialista Soviética do Azerbaijão e do Partido Comunista do Azerbaijão e o primeiro presidente da República do Azerbaijão independente.
Nas últimas eleições parlamentares azeris de 2001 em 7 de janeiro, o partido recebeu menos de 1% dos votos e não recebeu nenhum assento na Assembleia Nacional da República do Azerbaijão.
Em 4 de abril de 2023, após a adoção da nova lei "Sobre os partidos políticos" no Azerbaijão e a morte do presidente do partido, Araz Alizadeh, o partido anunciou sua dissolução. 